# Gudbrandsdalen
Gudbrandsdalen är en av de stora dalgångarna på Østlandet i Norge, och ligger mellan Valdres i väst och Østerdalen i öst. Hela Gudbrandsdalen ligger i Innlandet fylke. Dalen sträcker sig 230 km från Lillehammer vid Mjøsa, 124 m ö.h. och upp till Lesjaskogsvatnet, 612 m ö.h. Gudbrandsdalslågen flyter genom hela dalen.
Gudbrandsdalen betraktat som ett landskap har 69 602 invånare (1 oktober 2007) och 15 342 kvadratkilometer, fördelat på de tolv kommunerna Lesja, Dovre, Skjåk, Lom, Vågå, Sel, Nord-Fron, Sør-Fron, Ringebu, Øyer, Gausdal och Lillehammer. Regioncenter i nord är staden Otta, i syd staden Lillehammer.

## Turistattraktioner och sevärdheter

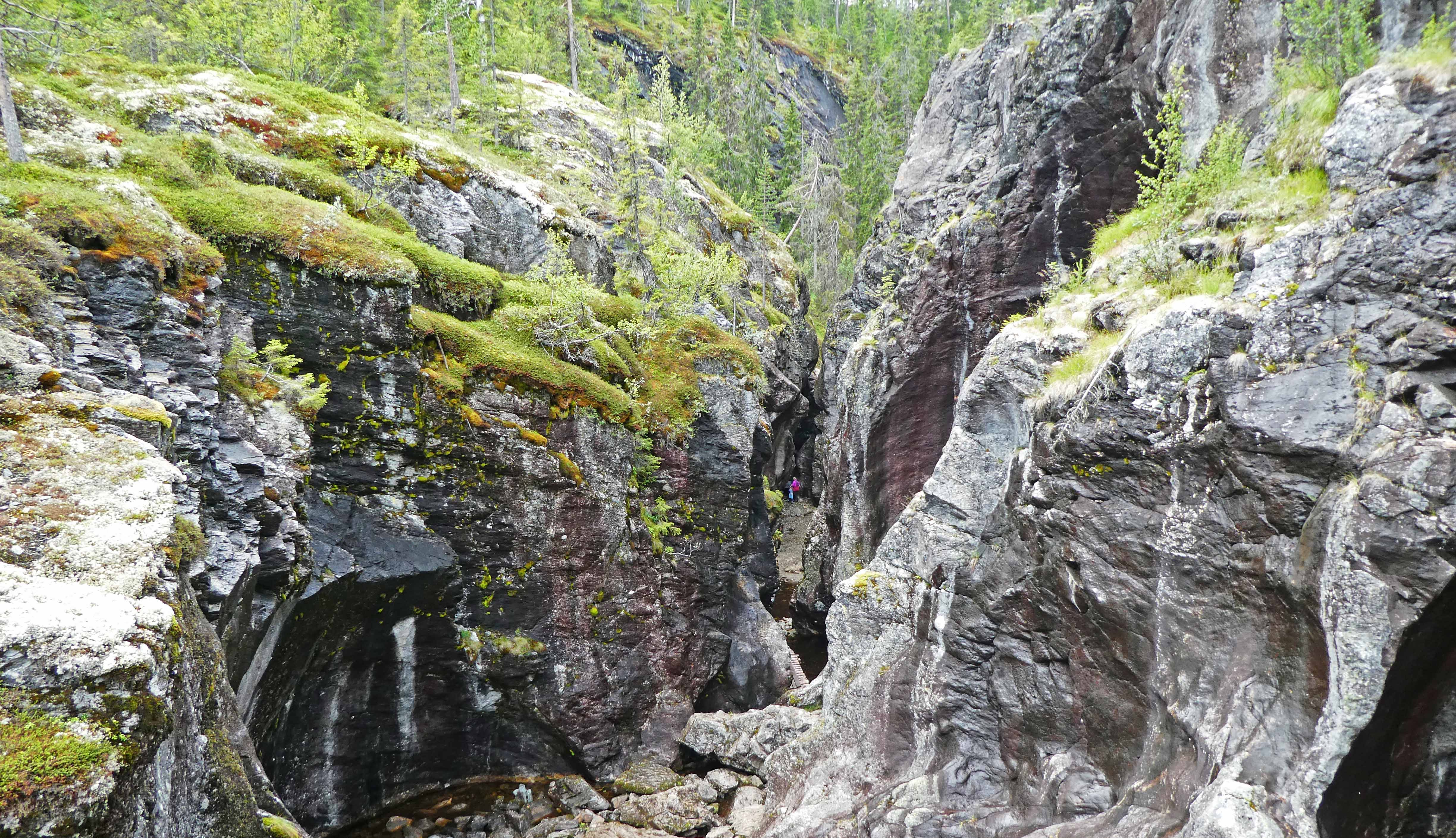
Ravin, jättegrytor och några personer på botten i Helvete, Norge.

### Jettegrytene i Helvete (Helvete naturpark)
Under en period då inlandsisen smälte för cirka 9 000 år sedan tryckte isen på de underliggande vattenströmmarna som fick stenar att rotera mot det mjuka anortositberget så jättegrytor bildades. Jättegrytorna i Helvete finns i en djup ravin vid Espedalvattnets sydända i Gausdals kommun cirka 6 mil nordväst om Lillehammer utgör Norges största samling jättegrytor och är fler än 10 till antalet. De största är mer än 40 meter djupa och 20-30 meter breda.
Det finns flera förklaringar till namnet Helvete och varför det spreds. Den troligaste är att det var så svårt att passera området med boskap och förnödenheter oavsett årstid, att det var ett rent helvete. En mer fantasifull förklaring till varför namnet spreds ges i Årbok for Gudbrandsdalen, 1960, där M. Høgåsen berättar om en präst som lät sig firas ner i en av jättegrytorna och som förklarade när han kom upp att ”No er eg visst den eineste presten i Noregs land som kan seie han har vore i Helvete, og som har sloppet helt-skinna ut att.”

## Administrativa indelningar
Regionråd:
- Nord-Gudbrandsdal: Skjåk, Lom, Vågå, Sel, Dovre och Lesja.
- Midt-Gudbrandsdal: Nord-Fron, Sør-Fron och Ringebu
- Sør-Gudbrandsdal: Gausdal, Lillehammer och Øyer.

Næringsregioner (NHO):
- Nord-Gudbrandsdal: Skjåk, Lom, Vågå, Sel, Dovre och Lesja.
- Midt-Gudbrandsdal: Nord-Fron, Sør-Fron och Ringebu.
- Sør-Gudbrandsdal: Gausdal, Lillehammer och Øyer.

Tingsrätter: Bägge ligger under Eidsivating lagdømme.
- Nord-Gudbrandsdal tingrett: Skjåk, Lom, Vågå, Sel, Dovre, Lesja och Nord-Fron.
- Sør-Gudbrandsdal tingrett: Sør-Fron, Ringebu, Gausdal, Lillehammer och Øyer.

Prosterier: Bägge ligger under Hamars stift i Norska kyrkan.
- Nord-Gudbrandsdal prosteri: Skjåk, Lom, Vågå, Sel, Dovre, Lesja och Nord-Fron.
- Sør-Gudbrandsdal prosteri: Sør-Fron, Ringebu, Gausdal, Lillehammer och Øyer.

Tidigare fögderier:
- Nordre Gudbrandsdalens fogderi: Skjåk, Lom, Vågå, Sel, Dovre, Lesja och Nord-Fron.
- Søndre Gudbrandsdalens fogderi: Sør-Fron, Ringebu, Gausdal, Lillehammer och Øyer.

## Tätorter
Förutom Lillehammer är Otta den enda staden i Gudbrandsdalen. De största tätorterna i Gudbrandsdalen är, från nord till syd:
- Lesja i Lesja kommune
- Dombås i Dovre kommune
- Bismo i Skjåk kommune
- Lom (Fossbergom) i Lom kommune
- Vågåmo i Vågå kommune
- Otta och Sjoa i Sel kommune
- Kvam och Vinstra i Nord-Fron kommune
- Hundorp och Harpefoss i Sør-Fron kommune
- Ringebu (Vålebrua) och Fåvang (Tromsnes) i Ringebu kommune
- Granrudmoen och Tretten i Øyer kommune
- Gausdal i Gausdal kommune
- Lillehammer och Fåberg i Lillehammer kommune

## Medier
Av lokala medier finns bland annat lokalradio och tidningarna: 
- Gudbrandsdølen Dagningen
- Dølen
- Fjuken
- Vigga

## Tidslinje
- 1015 - Gudbrandsdalen nämns i Heimskringla, bland annat i samband med kristnandet av Dale-Gudbrand.
- 1349–50 - Befolkningen halveras under digerdöden.
- 1537 - Till följd av reformationen tar kungen kontroll över kyrkliga gods. Kronan blir i och med detta den största godsägaren i Gudbrandsdalen.
- 1612 - En skotsk legohär under kapten George Sinclair stoppas i slaget vid Kringen av lokalbefolkningen.
- 1670–1725 - Merparten av kronogodsen säljs, vilket blir grunden för en ny lokal överklass.

## Fjällområden runt Gudbrandsdalen
- Jotunheimen
- Rondane
- Dovre
- Huldreheimen
- Reinheimen
- Breheimen

## Skidanläggningar i Gudbrandsdalen
- Gålå
- Kvitfjell
- Skeikampen
- Hafjell